# Дикпик

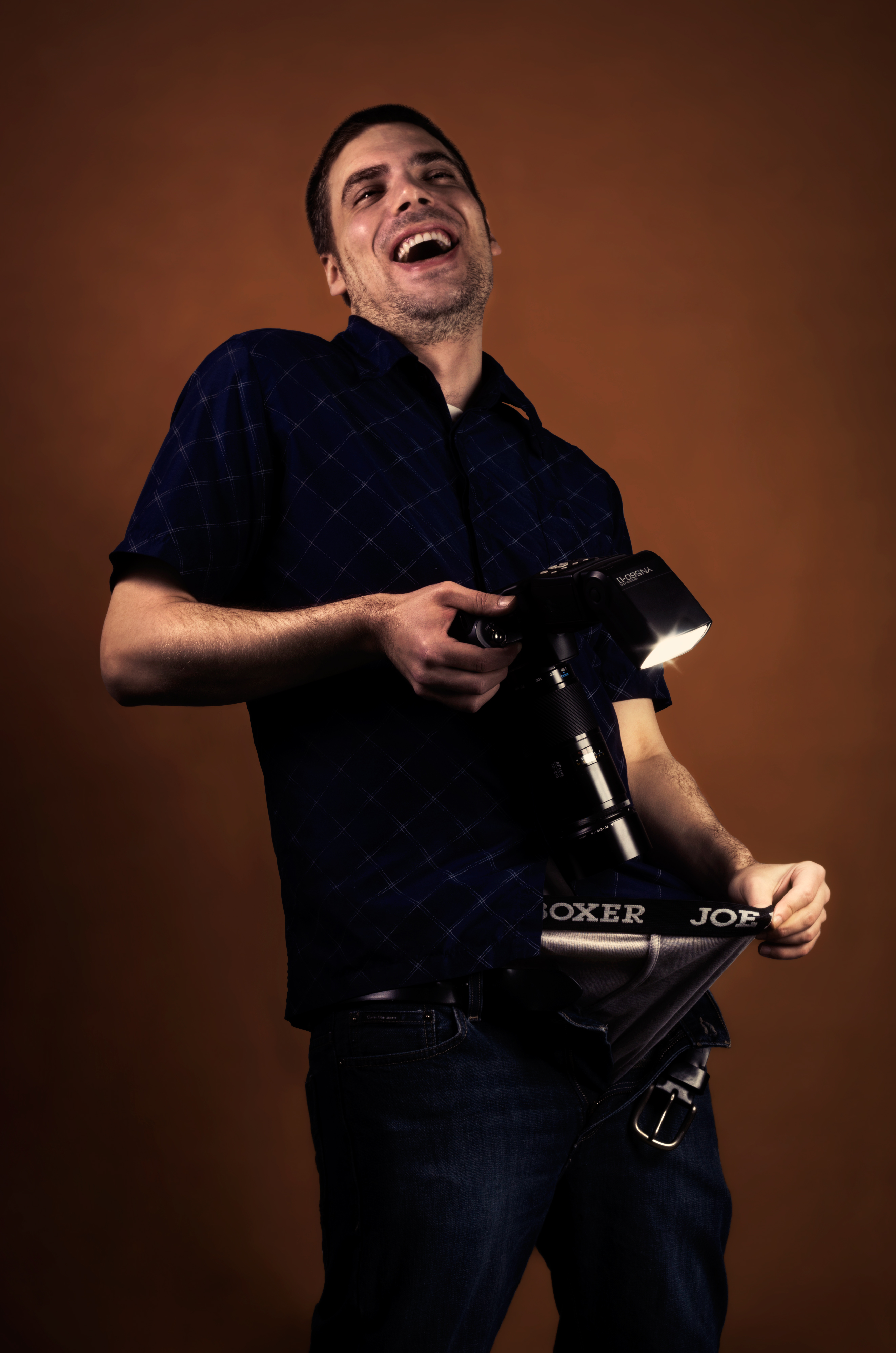
Автопортрет фотографа с камерой, направленной на пенис

Дикпик (англ. dick pic — фотография пениса) — разновидность секстинга: фотография мужского полового органа, отправляемая файлом на мобильный телефон или личным сообщением в социальных сетях.
Это явление иногда рассматривается как форма эксгибиционизма, иногда — как сексуальное домогательство, в некоторых случаях — как разновидность интернет-троллинга.

## История
Появление дикпиков связывают с цифровизацией информационного пространства и популяризацией социальных сетей. Явление стало массовым примерно в начале 2010-х, когда на устройствах Apple появилась функция AirDrop, позволяющая передавать файлы без предварительных настроек по wi-fi и Bluetooth. С её помощью можно также передавать файлы анонимно на расстоянии не более 10 метров. Частые случае были зафиксированы в метро при большом скоплении людей. Возможны варианты передачи дикпиков личным сообщением через социальные сети — например, известны случаи получения дикпиков через Вконтакте, Facebook и Twitter.

## Исследования и статистика
В 2018 году британское агентство YouGov провело опрос среди женщин и мужчин. 46 % из всех опрошенных женщин в возрасте от 18 до 36 лет хотя бы раз получали дикпик. В 89 % случаев дикпики были несанкционированными. Чаще этому подвергались более молодые девушки — от 18 до 24 лет. Только 12 % из всех опрошенных женщин признались, что сами просили прислать им дикпик, и в 94 % случаев их желание было исполнено.
Что касается мужчин, то 22 % всех респондентов (тоже в возрасте от 18 до 36 лет) признались, что отправляли дикпик. При этом 30 % заявили, что женщины сами просили их об этом. И лишь около 5 % признались в том, что отправляли интимные фотографии, когда их об этом не просили.
Подобные исследования также проводились в США.

## Взгляды на проблему
У психологов нет однозначного мнения о причинах популярности дикпиков.
Некоторые считают, что дикпик — это одна из форм объективации и сексуального домогательства. В частности, в 2017 году австралийский психолог Андреа Волинг опубликовала научное исследование, в котором утверждает, что дикпик — это примитивный способ заинтересовать собеседника, завязать знакомство, показать свои намерения. Кроме того, опросы среди мужчин, присылавших дикпики, показывают, что большинство из них рассчитывало получить интимные фотографии в ответ.
Тем не менее, не всегда дикпик подразумевает попытку завязать отношения. Часто дикпикеры шлют фотографии другим, чтобы удовлетворить собственные сексуальные желания. Одни рассчитывают получить в ответ комплимент и самоутвердиться, другим, наоборот, доставляют удовольствие оскорбления и унижение. Это дает основания некоторым психологам полагать, что дикпик — это форма публичного эксгибиционизма. Иногда такое поведение может быть связано с детскими травмами, комплексами неполноценности и другими психологическими проблемами.
Также существует точка зрения, что дикпик — это форма интернет-троллинга. Например, некоторые девушки утверждают, что незнакомые пользователи присылали им неожиданный дикпик после отказа познакомиться или игнорирования приветственного сообщения.

## Борьба с дикпиками

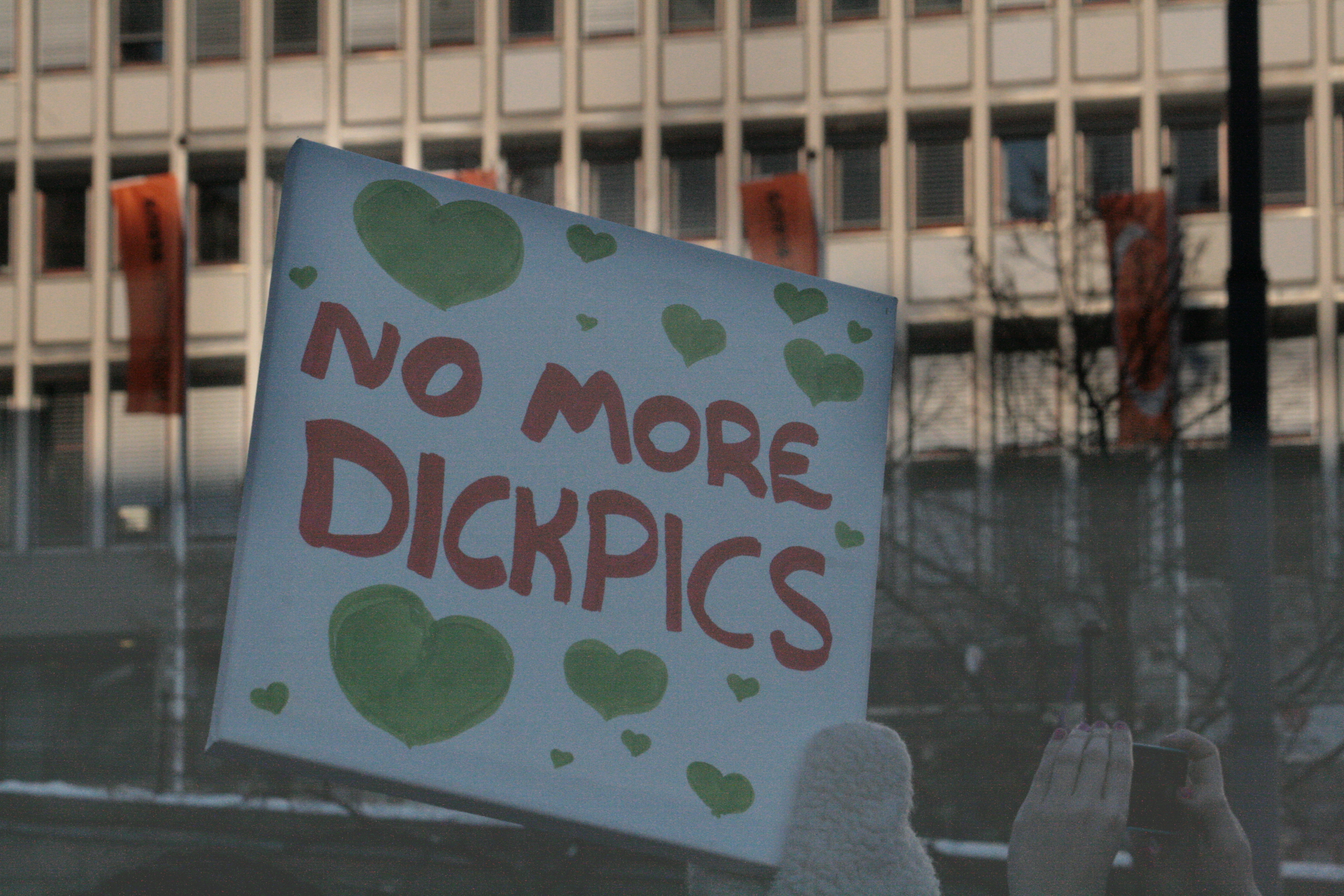
Плакат с надписью «Нет дикпикам» на Женском марше 2018 года в Осло

Несмотря на то, что у большинства женщин дикпики вызывают негативную реакцию, единого алгоритма запрета или борьбы с этим явлением нет. Во многих социальных сетях запрещена публикация материалов порнографического характера, однако запрет не касается личных сообщений. Можно отправить жалобу на пользователя в службу технической поддержки, однако в таком случае санкции будут применены уже после того, как дикпик получен. Кроме того, пользователь может завести новый аккаунт и оттуда продолжить слать дикпики.
По некоторым данным, Meta занимается разработкой алгоритма, который позволит сразу блокировать и удалять сообщения интимного характера с помощью технологии распознавания фото. Но пока он ещё не действует.
Поэтому девушки пытаются решить проблему своими силами. Некоторые ограничиваются тем, что отвечают оскорблениями или чужими дикпиками. Существуют даже страницы в социальных сетях, высмеивающие подобное поведение — там собраны разные остроумные ответы на дикпики или просто неудачные попытки познакомиться. Однако это не всегда срабатывает, потому что в некоторых случаях дикпикеры добиваются именно унижения в ответ.
Некоторые девушки пытаются оградить себя от дикпиков более радикальными способами. Так, например, была попытка создания собственного приложения для Twitter, фильтрующего дикпики.
В 2018 году в США предлагали законопроект, который подразумевал штраф за непристойное поведение в интернете.

## Отражение в массовой культуре
В 2016 году американка Уитни Белл устроила арт-перфоманс «Я этого не просила: жизнь дикпиков», повесив на стенах квартиры более 200 фотографий мужских половых органов, которые она получала в социальных сетях. По её словам, этим она хотела показать, что несанкционированные дикпики нарушают личное пространство женщины и вызывают чувство незащищённости даже в собственном доме.
В 2019 году российский блогер и музыкант Sibirsky выложил клип на собственную песню «Дикпик». Примерно в это же время группа Кис-Кис записала песню «Личка», где по сюжету лирическая героиня получает в личные сообщения дикпик и вслух рассуждает об этом на протяжении песни.